# Conus subcarinatus
Conus subcarinatus é uma espécie de gastrópode do gênero Conus, pertencente à família Conidae.